# Marhanets
Marhanets (en ukrainien : Марганець) ou Marganets (en russe : Марганец) est une ville industrielle de l'oblast de Dnipropetrovsk, en Ukraine, et le centre administratif du raïon de Marhanets. Sa population s'élevait à 47 812 habitants en 2016.

## Nom
Le nom de la ville signifie « manganèse », un minerai qui abonde dans la région, et qui est le produit d'une accumulation de sédiments sur le fond granitique d'une mer préhistorique. La première mine de manganèse de la région fut ouverte dans l'ancien village cosaque de Gorodichtche (Городище).

## Géographie
Marhanets est située au confluent de la rivière Tomakivka avec la Revoun (la « hurleuse ») sur la rive nord (droite)du lac artificiel de Kakhovka sur le Dniepr. Elle est desservie par les routes N-23 et T-0435 à 22 km à l'est de Nikopol, à 93 km au sud de Dnipro et à 428 km au sud-est de Kiev.

## Histoire
Il y a plus de 2 500 ans, cette région était le centre de la grande Scythie et faisait partie de Guerros, la terre sacrée des Scythes. La capitale de la Scythie, ville de forgerons et de potiers, se trouvait sur l'autre rive — la rive gauche du Dniepr —, alors appelé Borisphène. C'est une région de kourganes, tumulus renfermant les tombes de nobles scythes, qui servaient aux Cosaques de repères sur la steppe, et qui font aujourd'hui l'objet de fouilles archéologiques.
Le territoire de Marhanets contient le site de la Sitch — centre du gouvernement démocratique — Tomakivska des Zaporogues, alors installée dans l'île de Tomakivka, sur le Dniepr, et aujourd'hui sous les eaux du réservoir de Kakhovka. La Sitch y demeura jusqu'à ce que, attaquée par les Tartares en 1593, elle fut transférée nuitamment sur l'île de Bazavlouk, près du village actuel de Kapoulivka, dans la ville de Pokrov, à l'ouest de Nikopol — là où fut déplacé la tombe du héros national ukrainien Ivan Sirko (Іван Сірко), elle aussi menacée par les eaux du lac artificiel. La légende raconte qu'avant leur départ, les Cosaques enterrèrent sur l'île un trésor de lingots d'or en forme de cheval.
Lorsqu'en 1775 l'impératrice Catherine II de Russie interdit la Sitch, la plupart des Cosaques se déplacèrent vers le delta du Danube sous domination ottomane, et vers le Kouban au nord-ouest du Caucase.
Par un décret du Présidium du Soviet suprême du 22 octobre 1938, la ville de Marhanets fut fondée par la fusion de plusieurs villages ouvriers. Elle comprend la ville elle-même, au nord le bourg de Maksymivka (en ukrainien : Максимівка, en russe : Максимовка, Maksimovka) situé à 1,5 km en amont, sur la rivière Tomakivka, et au sud, au bord du réservoir, le village de Mar'ivka (en ukrainien : Мар'ївка, en russe : Марьевка, Marievka).

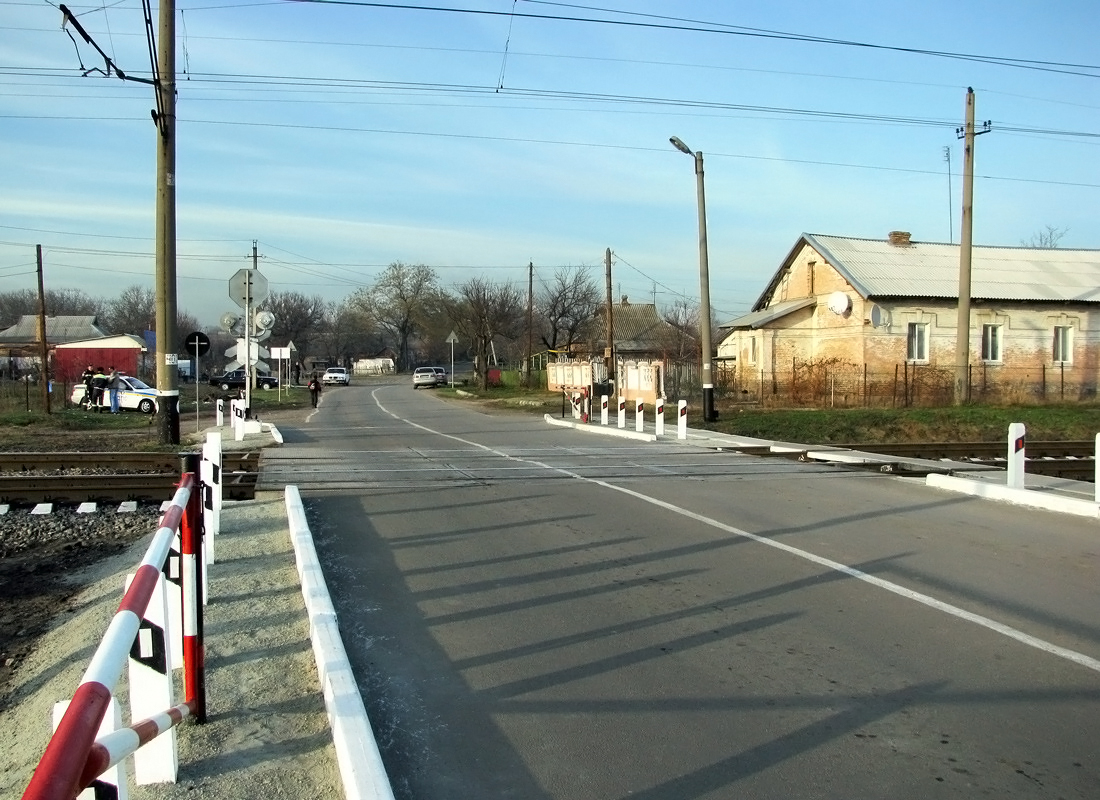
Le lieu de l'accident

### La collision ferroviaire du 12 octobre 2010
C'est près de Maksymivka au nord de Marhanets, sur un passage à niveau sans barrières au km 116 de la voie ferrée Zaporijjia-Marhanets (-Nikopol-Kryvyï Rih) que, le mardi 12 octobre 2010 à 8 h 25 locales (0525 GMT), une motrice électrique VL8-1583 entra en collision à 75 km/h avec un autocar "BAZ Etalon" qui effectuait le trajet entre la polyclinique et le village de Gorodichtche. L'accident fit 45 victimes. L'accident est attribué à la violation des signaux d'arrêt par le conducteur.
C'est le plus grave accident de la circulation survenu dans l'Ukraine indépendante du point de vue du nombre de victimes. À 7 h 50 ce même matin sur la même ligne, un train de marchandises avait déjà heurté un tracteur à un passage à niveau près de la gare de Kantserivka à 24 km de Zaporijjia, et tué son conducteur. Le lendemain 13 octobre à 20 h 58, un accident semblable se produisit dans le village de Tarasivka (Тарасівка, en russe : Тарасовка, Tarasovka) près de Kiev : le train de passagers Kiev-Trouskavets entra en collision avec une ambulance transportant une femme enceinte et son mari, et le médecin fut tué. Le Président Viktor Ianoukovytch avait pourtant fait de ce 13 octobre 2010 une journée de deuil national, exhortant les autorités à installer des barrières automatiques sur les passages à niveau .

## Population
Recensements (*) ou estimations de la population :
| 1939*  | 1959*  | 1970*  | 1979*  | 1989*  | 2001*  |
| ------ | ------ | ------ | ------ | ------ | ------ |
| 20 723 | 34 422 | 46 360 | 50 328 | 54 391 | 49 592 |

| 2011   | 2012   | 2013   | 2014   | 2015   | 2016   |
| ------ | ------ | ------ | ------ | ------ | ------ |
| 48 739 | 48 635 | 48 546 | 48 345 | 48 144 | 47 812 |

## Économie
L'économie de Marhanets repose sur le Combinat d'extraction et d'enrichissement de Marhanets (en ukrainien : Марганецький гiрничо-збагачувальний комбінат, Marhanetskyï hirnytcho-zbahatchouvalnyï kombinat), qui produit des minerais et des concentrés de manganèse utilisés dans l'industrie sidérurgique. L'entreprise emploie 5 970 salariés en 2009.

## Transports
Marhanets se trouve à 114 km de Dnipro par la route ; à 523 km de Kiev par la route et à 566 km par le chemin de fer, elle possède sa gare.

## Personnalité
- Igor Artioukh, artiste graphique[4].